# Jan van Doesborch
Jan van Doesborch (14?? – Utrecht, 1536) was een Nederlandse auteur, boekverkoper, drukker, illustrator, uitgever en vertaler.
Het leven van Jan van Doesborch is slecht gedocumenteerd. Uit de vijftiende eeuw zijn geen archivalia bewaard gebleven, met als gevolg dat wij niet weten wanneer en waar hij geboren is, uit welk milieu hij afkomstig was, wat zijn burgerlijke staat was of welke opleiding(en) hij genoten heeft. Vermoedelijk heeft hij het drukkersvak geleerd van de Antwerpse drukker Roland vanden Dorpe, wiens bedrijf en inventaris hij na diens dood omstreeks 1500 in 1501 van diens weduwe heeft overgenomen. Traditioneel schat men zijn geboortejaar circa 1470, maar omstreeks 1480 is evenzeer mogelijk. In elk geval beheerste hij het Engels en het Frans goed genoeg om daaruit te kunnen vertalen, en misschien ook daarin. Ook moet hij enige, of de nodige, kennis van het Latijn gehad hebben, en misschien ook van Oudgrieks.
Pas in 1508 duikt zijn naam voor het eerst op, en wel in het archief van het Antwerpse Sint-Lucasgilde, in welk gilde hij ingeschreven stond als "verlichtere" (boekverluchter). Gelet op zijn carrière ligt het voor de hand te veronderstellen dat hij houtsneden maakte. Als dat zo is dan heeft hij een ontwikkeling doorgemaakt, aangezien de Raad van Brabant hem in 1515 octrooi verleent "om te mogen printen nieuwe werken in Brabant en Overmaze." In 1523 blijkt Doesborch in Engeland te wonen, en is zijn naam als Johanne van Dwysborow terug te vinden in de Subsidy Rolls van de parochiekerk Saint Martin in the Fields te Londen.
Hoe (vaak en) lang hij in Londen verbleef, is onduidelijk. Zeker is dat hij in 1531 naar Utrecht verhuist en daar een compagnonschap aangaat met Jan Berntszoon, die een drukkerswerkplaats had, genaamd "In den Gulden Leew" onder "Sinte Martens Toren" (de Servetstraat aan de voet van de Domtoren). In de rekeningen van de Utrechtse Buurkerk staat te lezen dat hij daar in 1536 overleden (en begraven) is.

## Fonds
Volgens Franssen 1990, p. 47-48 publiceerde Jan van Doesborch de volgende volkstalige titels – de weinige Latijnse teksten die hij drukte blijven hier onvermeld. Titels waarvan geen exemplaar bewaard gebleven is, staan tussen rechte haken:
Antwerpen:

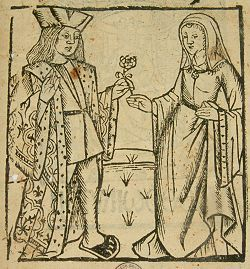
Houtsnede met Floris en Blancefloer in een uitgave uit ca. 1517

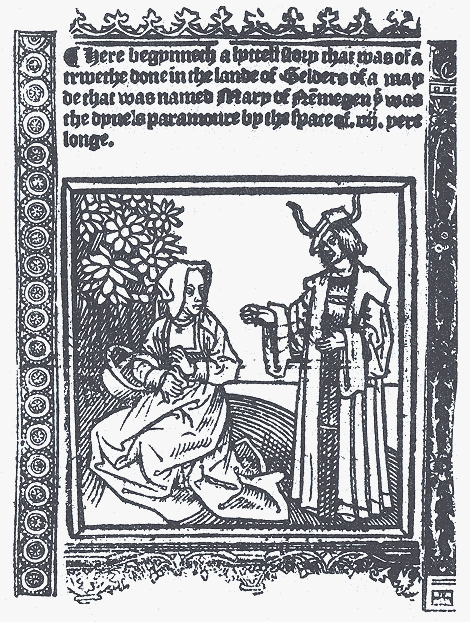
Titelblad van Mary of Nemmegen uit ca. 1518

- Vijfthien vreesselijke teekenen (ca. 1502)
- Valuacyon of golde and sylver of 1499 (ca. 1503)
- The fifteen tokens (ca. 1503)
- [Van den leven ende voerganc des [...] Antekerst (ca. 1504)]
- Die historie van Buevijne van Austoen (1504)
- Van pape Jans landen (ca. 1506)
- Van den ghedinghe tusschen eenen coopman ende eenen jode (ca. 1505-1510)
- Van der nieuwer werelt (ca. 1507)
- Distructie van Troyen (vóór dec. 1508)
- Die reyse van Lissebone (1508)
- Long accidence (ca. 1509)
- Of the newe landes (ca. 1510-1511)
- Dat regiment der ghesontheyt (ca. 1510)
- Die [...] cronijke van Brabant, Hollant, Seelant, Vlaenderen (oct. 1512)
- [Ulenspiegel (1511-1516)]
- [Howleglas (1511-1518)]
- [Merlijn (1511-1515)]
- Historie van den ridder metter swane (ca. 1512-1515)
- [Historie van Mariken van Nieumeghen (vóór 1515)]
- Pronosticacion of the yere 1516 (1515)
- Short accidence (ca. 1515)
- [Broeder Russche (ca. 1516)]
- [Friar Rusch (ca. 1516)]
- [Alexander van Mets (ca. 1516)]
- Tghevecht van minnen (1516)
- Den oorspronck onser salicheyt (1517)
- Causes that be proponed in a consultacyon of a journey to be made agaynst the Turkes (1517)
- [Van Floris ende Blancefloer] (ca. 1517)
- [De negen dronkaards (1517-1523)]
- Thuys der fortunen ende dat huys der doot (1518)
- Die [...] cronike van Brabant, Vlaenderen, Hollant, Zeelant (1518)
- [Frederick van Jenuen (1518)]
- Story of Lorde Frederycke of Jennen (1518)
- Copy of the letter etc. (1518)
- [Een nyeu seer schoon ende profitelijck plantboecxken (ca. 1518)]
- [Virgilius, Van zijn leven ende doot (ca. 1518)]
- Virgilius. Of the lyfe of Virgilius and of his deth (ca. 1518)
- Story of Mary of Nemmegen (ca. 1518)
- Die bibele int corte (ca. 1518-1519)
- [Den groten herbarius (ca. 1518-1520)]
- Der dieren palleys (1520)
- The noble lyfe and natures of man (ca. 1521)
- [De pastoor van Kalenberg (ca. 1521)]
- The parson of Kalenborowe (ca. 1521)
- [Profetie sibille van Tiburtina (ca. 1521-1522)]
- Van Jason ende Hercules (1521)
- Die historie van den stercken Hercules (1521)
- Warachtighe prognosticatie [...] totten jare 1524 (1522)
- [Dat hantwerck der cirurgien (vóór 1525)]
- [Die distellacien ende virtuyten der wateren (vóór 1527)
- Der .ix. quaesten[1] (1528)
- Tdal sonder wederkeeren (1528) van Colijn Caillieu
- [Dat bedroch der vrouwen][2] (ca. 1528-1530)]
- [The deceyte of women (ca. 1528-1530)]
- [Het bedrog der mannen[3] (na 1528)]
- Refreynen[4] (ca. 1529)
- Van Brabant die excellente cronike (1530)
- Cronycke van Hollandt, Zeeland, ende Vrieslant (1530)

Utrecht:
- [Van den .x. esels (ca. 1531)]
- Der vrouwen natuere ende complexie (1531)
- Den groten herbarlus (1532)
- Int paradijs van Venus (ca. 1532)

## Karakteristiek
Als gevolg van de politieke en religieuze ontwikkelingen gedurende de 16e eeuw vormde zich in de (Noordelijke) Nederlanden in de loop der jaren het idee als zou de uitvinding van de boekdrukkunst een breuklijn vormen tussen de 'katholieke' Middeleeuwen en de daaropvolgende Reformatie. Moderne inzichten relativeren dit oordeel. De gedrukte Bijbel heeft ontegenzeggelijk als een katalysator gewerkt, maar binnen de boekwetenschap is men van mening dat de overgang van het handgeschreven boek naar het gedrukte boek in de Nederlanden heel geleidelijk ging. De oudste gedrukte boeken waren eerst en vooral kopieën van handgeschreven boeken, en er werd alle moeite voor gedaan om die gedrukte boeken eruit te laten zien als handgeschreven boeken. Deze periode, die men laat duren tot en met het jaar 1500, noemt men de incunabelperiode. Het gedrukte boek lag als het ware nog in de wieg. Pas gedurende de eerste helft van de zestiende eeuw ontwikkelt het gedrukte boek zich tot een zelfstandig cultureel en commercieel product.
Meer dan welke boekdrukker ook in zijn tijd heeft Jan van Doesborch gebroken met de 'oude boeken' en getracht 'nieuwe boeken' voor een eigentijdse markt van geïnteresseerde lezers te drukken. Omdat de boekdrukkunst in Engeland nog in de kinderschoenen stond, maakte hij er een gewoonte van zijn titels (in samenwerking met Wynkyn de Worde?) in het Engels te vertalen en die boeken naar Engeland te verschepen om ze daar te verkopen. Om dit gat in de markt ten volle te exploiteren is hij zelfs enige tijd in Londen gaan wonen. Dit tweetalig drukken is geen uitvinding van Jan van Doesborch. Ghraert Leeu ging hem hierin voor door bijvoorbeeld de Historie van Paris ende Vienne ook in een Niederdeutsche versie op de markt te brengen.
Karakteristiek voor Jan van Doesborch is dat hij thematische boeken samenstelde, waarin hij fragmenten van teksten verwerkte die hij eerder had uitgegeven: [De negen dronkaards], Der negen quaetsten, Dat bedroch der vrouwen, Dat bedroch der mannen, om de belangrijkste te noemen. In de laatste twee titels mengde hij 'oude' verhalen uit de wereld van de Bijbel en de Antieken met 'nieuwe': zelfgemaakte (?) vertalingen uit de fameuze Bourgondische verhalenbundel Les cent nouvelles nouvelles (ca. 1464-1467). Anders dan gebruikelijk voor de Middelnederlandse situatie zijn deze vertalingen niet gekuist.